# Échenilleur de Sumba
Edolisoma dohertyi
Espèce
Synonymes
- Coracina dohertyi (Hartert, 1896)[2]

Statut de conservation UICN

 LC  : Préoccupation mineure
L’Échenilleur de Sumba (Edolisoma dohertyi) est une espèce d'oiseaux de la famille des Campephagidae, qui se rencontre dans les îles de la Sonde. Son nom scientifique commémore William Doherty (1857-1901) qui l'a récolté pour le compte de Lionel Walter Rothschild (1868-1937).

## Taxonomie
Cette espèce faisait auparavant partie du genre Coracina. Elle a été rattachée au genre Edolisoma, nouvellement créé, par la classification de référence du Congrès ornithologique international (version 8.2, 2018) sur des critères phylogéniques.